# Dolce e selvaggio
Dolce e selvaggio è un film del 1983, diretto da Antonio Climati e Mario Morra.